# 清畠駅
清畠駅（きよはたえき）は、北海道（日高振興局）沙流郡日高町字清畠に存在した、北海道旅客鉄道（JR北海道）日高本線の駅（廃駅）である。電報略号はヨハ。事務管理コードは▲132208。

## 歴史

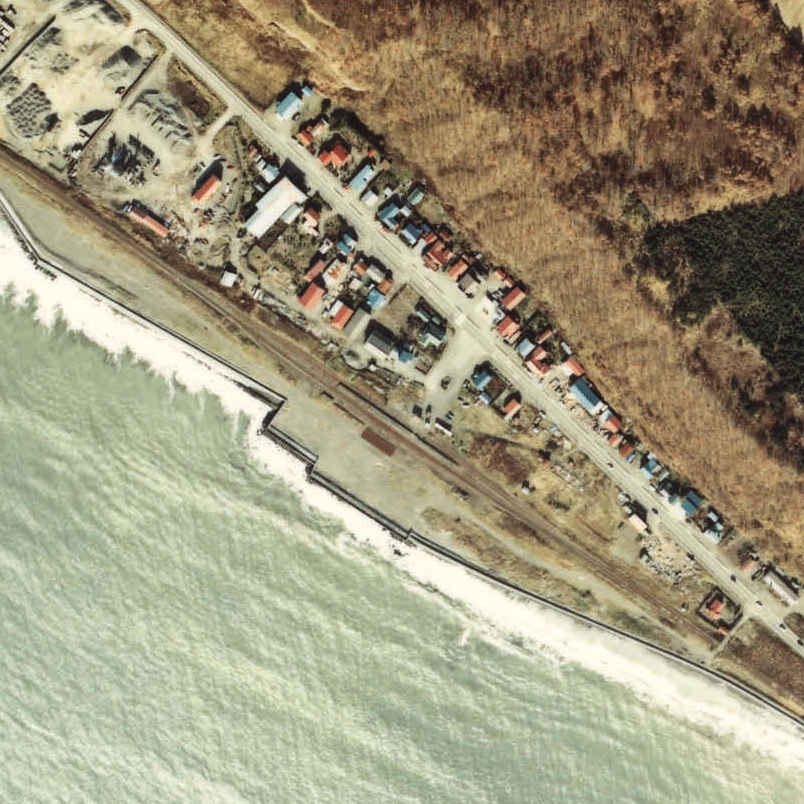
1978年の清畠駅と周囲約500m範囲。右下が静内方面。島式ホーム1面2線を有していたが、この写真の前年に無人化されて駅舎側のレールが剥がされ、駅裏側のみ使用となっている。また、駅裏苫小牧寄りに保線用の側線がある。

- 1924年（大正13年）9月6日：日高拓殖鉄道佐瑠太駅（後の富川駅） - 厚賀駅間延伸開通に伴い慶能舞駅（けのまいえき）として開業[1]。一般駅[1]。
- 1927年（昭和2年）8月1日：日高拓殖鉄道が国有化により国有鉄道に移管[1]。線路名を日高線に改称、それに伴い同線の駅となる。
- 1943年（昭和18年）11月1日：線路名を日高本線に改称、それに伴い同線の駅となる。
- 1944年（昭和19年）4月1日：清畠駅に改称[1]。
- 1977年（昭和52年）2月1日：貨物・荷物取扱い廃止[4]。同時に無人化[2]。
- 1987年（昭和62年）4月1日：国鉄分割民営化に伴い、北海道旅客鉄道（JR北海道）の駅となる[1]。
- 2015年（平成27年）1月8日：厚賀駅 - 大狩部駅間の高波被害により列車の運行を休止[JR北 2]。
- 2018年（平成30年）4月1日：代行バスの乗降場所を駅前ロータリーから、駅前の国道235号上にバス待合所を新設の上移設[JR北 3]。
- 2021年（令和3年）4月1日：鵡川駅 - 様似駅間の廃止に伴い、廃駅となる[JR北 1][運輸局 1]。

### 駅名の由来
旧駅名の慶能舞（けのまい）は、アイヌ語の「ケノマイ（ken-oma-i）」（ヒルガオの根・ある・所〔川〕）に由来し、現在も河川名などに名称が残っている。

その後、集落名が清畠と改称されたため、駅名も改称された。

## 駅構造
単式ホーム1面1線を有した地上駅だった。ホームは線路の北側（様似方面に向かって左手側）に存在した。転轍機を持たない棒線駅となっていた。また1983年（昭和58年）4月時点では本線の苫小牧方から分岐し構内外側への行き止りの側線を1線有していた（ただしその時点では転轍機の先部分に車止めが設置されていたが、1993年（平成5年）3月までには撤去された。ホーム前後の線路は転轍機の名残で湾曲していた。
静内駅が管理していた無人駅だった。駅舎は構内の北側に位置し、ホームから少し離れていた。有人駅時代の駅舎は改築され、豊郷駅と同型の、大型アルミサッシを2面に配置した待合所機能だけの駅舎となっていた。豊郷駅舎とは腰壁のパネルの塗色が異なっていた。ホームは砂利敷きとなっていた。

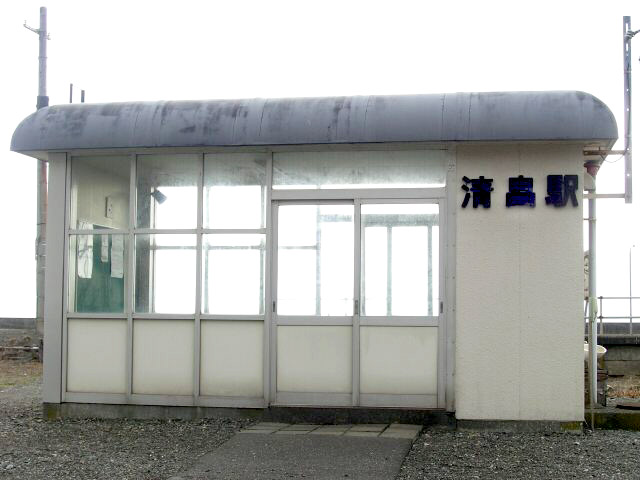
駅舎（2005年4月）
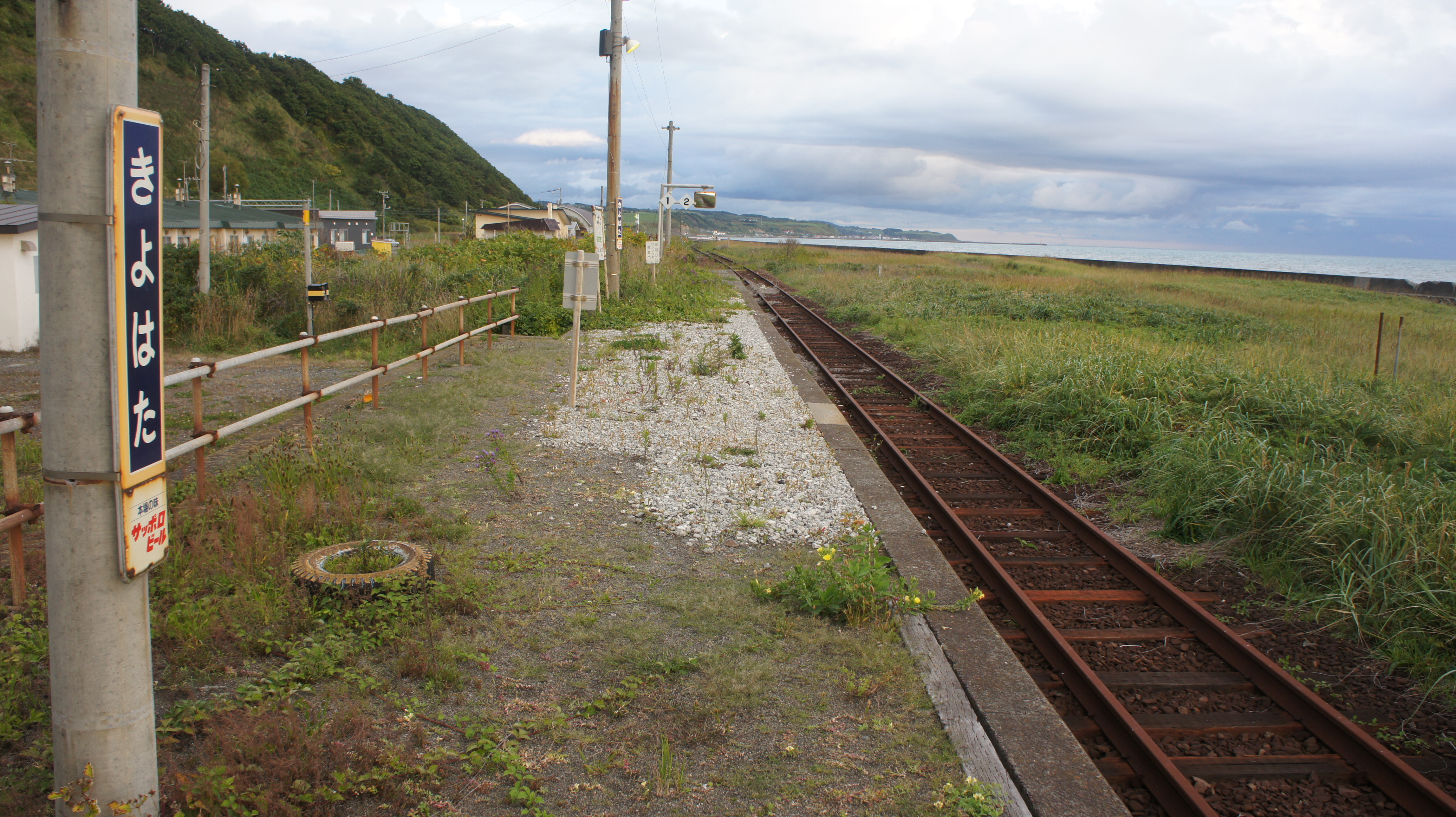
ホーム（2017年9月）
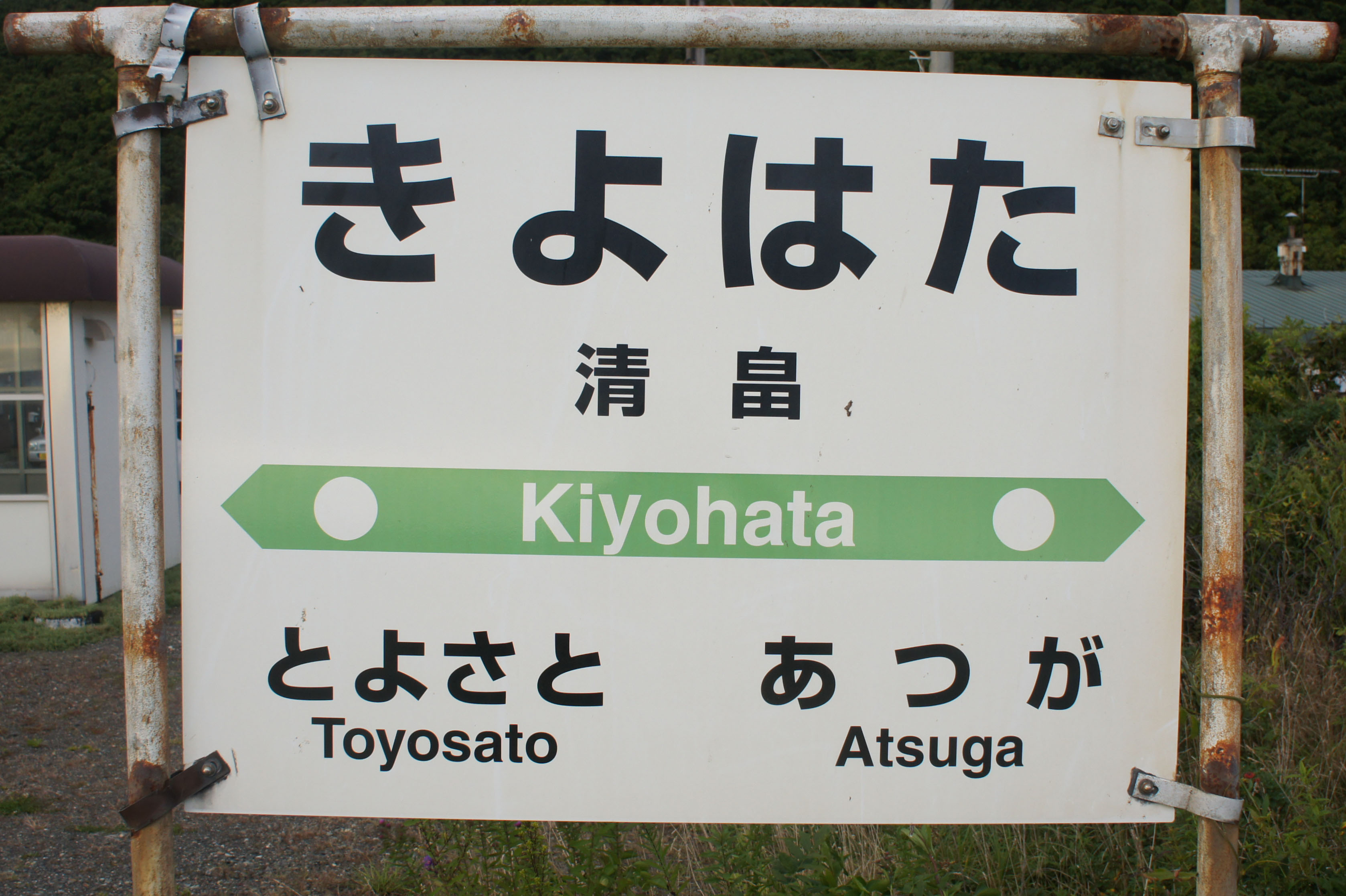
駅名標（2017年9月）

## 利用状況
乗車人員の推移は以下のとおり。年間の値のみ判明している年については、当該年度の日数で除した値を括弧書きで1日平均欄に示す。乗降人員のみが判明している場合は、1/2した値を括弧書きで記した。また、「JR調査」については、当該の年度を最終年とする過去の各調査日における平均である。当駅についてはバス代行期間が存在するため、一部でバスと列車が別集計となっているほか、各年で集計期間が異なる。備考も参照。
| 年度               | 乗車人員 | 乗車人員 | 乗車人員 | 乗車人員 | 出典       | 備考                                                        |
| 年度               | 年間     | 1日平均  | JR調査   | JR調査   | 出典       | 備考                                                        |
| 年度               | 年間     | 1日平均  | 列車     | 代行バス | 出典       | 備考                                                        |
| ------------------ | -------- | -------- | -------- | -------- | ---------- | ----------------------------------------------------------- |
| 1981年（昭和56年） |          | (24.5)   |          |          | [ 7 ]      | 1日乗降人員：49                                             |
| 1992年（平成04年） |          | (23.0)   |          |          | [ 6 ]      | 1日乗降人員：46                                             |
| 2014年（平成26年） |          |          | 7        |          | [ JR北 4 ] | 当年の列車は単年の値。                                      |
| 2017年（平成29年） |          |          |          | 2        | [ JR北 5 ] | 2015年度末から鵡川 - 様似間バス代行。当年のバスは単年の値。 |
| 2018年（平成30年） |          |          |          | 1.5      | [ JR北 6 ] | 代行バスの値は過去2年平均                                   |
| 2019年（令和元年） |          |          |          | 1.0      | [ JR北 7 ] | 代行バスの値は過去3年平均                                   |
| 2020年（令和02年） |          |          |          | 1.0      | [ JR北 8 ] | 代行バスの値は過去4年平均                                   |

## 駅周辺
ホームからは太平洋のなだらかな海岸線が望めた。遠くに苫小牧市も見えた。
- 国道235号
- 清畠郵便局
- 慶能舞川
- 慶能舞橋
- 日高町立清畠小学校
- 道南バス「清畠駅前」停留所

## 隣の駅
北海道旅客鉄道（JR北海道）
日高本線
豊郷駅 - 清畠駅 - 厚賀駅

#### JR北海道
1. 1 2  『日高線（鵡川・様似間）の廃止日繰上げの届出について』（PDF）（プレスリリース）北海道旅客鉄道、2021年1月5日。オリジナルの2021年1月5日時点におけるアーカイブ。2021年1月5日閲覧。
2. ↑  『日高線 厚賀〜大狩部間 67k506m 付近における盛土流出について』（PDF）（プレスリリース）北海道旅客鉄道、2015年1月13日。オリジナルの2015年1月15日時点におけるアーカイブ。2020年10月30日閲覧。
3. ↑  『日高線 鵡川駅～様似駅間 バス代行輸送 運行時刻等の変更について』（PDF）（プレスリリース）北海道旅客鉄道、2017年3月13日。オリジナルの2018年3月14日時点におけるアーカイブ。2018年3月14日閲覧。
4. ↑  “日高線（鵡川・様似間）” (PDF). 線区データ（当社単独では維持することが困難な線区）(地域交通を持続的に維持するために).   北海道旅客鉄道. p. 3 (2018年8月1日). 2018年8月17日時点のオリジナルよりアーカイブ。2018年8月17日閲覧。
5. ↑  「日高線（苫小牧・鵡川間）」（PDF）『線区データ（当社単独では維持することが困難な線区）(地域交通を持続的に維持するために)』、北海道旅客鉄道、3頁、2018年7月2日。オリジナルの2018年8月17日時点におけるアーカイブ。2018年8月17日閲覧。
6. ↑  “日高線（鵡川・様似間）” (PDF). 線区データ（当社単独では維持することが困難な線区）(地域交通を持続的に維持するために).   北海道旅客鉄道. p. 3 (2019年10月18日). 2019年10月18日時点のオリジナルよりアーカイブ。2019年10月18日閲覧。
7. ↑  “日高線（鵡川・様似間）” (PDF). 地域交通を持続的に維持するために > 輸送密度200人未満の線区（「赤色」「茶色」5線区）.   北海道旅客鉄道. p. 3 (2020年10月30日). 2020年11月2日時点のオリジナルよりアーカイブ。2020年11月4日閲覧。
8. ↑  “駅別乗車人員  特定日調査（平日）に基づく”.   北海道旅客鉄道. 2022年8月3日時点のオリジナルよりアーカイブ。2022年8月14日閲覧。

#### 北海道運輸局
1. 1 2  『鉄道事業の一部廃止の日を繰上げる届出について』（PDF）（プレスリリース）国土交通省北海道運輸局、2021年1月5日。オリジナルの2021年1月5日時点におけるアーカイブ。2021年1月5日閲覧。